# Georgie Stoll
Georgie Stoll (7 de maio de 1905 — 18 de janeiro de 1985) é um compositor estadunidense. Venceu o Oscar de melhor trilha sonora na edição de 1946 por Anchors Aweigh.